# Liga de Macedonia del Norte de balonmano
La Superliga de Macedonia del Norte es la primera división de balonmano de Macedonia del Norte. El campeón actual es el RK Vardar.

## Palmarés
| - 1992–93 : Pelister - 1993–94 : Pelister - 1994–95 : Borec (Agropin) - 1995–96 : Pelister - 1996–97 : Prespa (Jafa Promet) - 1997–98 : Pelister - 1998–99 : Vardar (Vatrostalna) - 1999–00 : Pelister - 2000–01 : Vardar (Vatrostalna) - 2001–02 : Vardar (Vatrostalna) - 2002–03 : Vardar (Vatrostalna) - 2003–04 : Vardar (Vatrostalna) - 2004–05 : Pelister (Kometal) - 2005–06 : Metalurg - 2006–07 : Vardar (PRO) - 2007–08 : Metalurg - 2008–09 : Vardar (PRO) - 2009–10 : Metalurg - 2010–11 : Metalurg - 2011–12 : Metalurg - 2012–13 : Vardar (PRO) - 2013–14 : Metalurg - 2014–15 : Vardar - 2015–16 : Vardar - 2016-17 : Vardar - 2017-18 : Vardar - 2018-19 : Vardar - 2019-20 : Sin campeón - 2020-21 : Vardar - 2021-22 : Vardar - 2022-23: Eurofarm Pelister - 2023-24: Eurofarm Pelister |

### Ligas por equipo
| Club              | Títulos | Temporadas                                                                               |
| ----------------- | ------- | ---------------------------------------------------------------------------------------- |
| Vardar            | 15      | 1999, 2001, 2002, 2003, 2004, 2007, 2009, 2013, 2015, 2016, 2017, 2018, 2019, 2021, 2022 |
| Eurofarm Pelister | 8       | 1993, 1994, 1996, 1998, 2000, 2005, 2023, 2024                                           |
| Metalurg          | 6       | 2006, 2008, 2010, 2011, 2012, 2014                                                       |
| Borec             | 1       | 1995                                                                                     |
| Prespa            | 1       | 1997                                                                                     |